# 埃格施托克山 (烏里山)
46°39′8.6″N 8°25′2.8″E / 46.652389°N 8.417444°E
埃格施托克山（Eggstock），是瑞士的山峰，位於該國中部，處於烏里州和瓦萊州接壤的邊界，屬於烏里山的一部分，海拔高度3,554米，每年平均降雨量2,465毫米。